# Färöische Fußballmeisterschaft 1957
Die Färöische Fußballmeisterschaft 1957 wurde in der Meistaradeildin genannten ersten färöischen Liga ausgetragen und war insgesamt die 15. Saison. Sie startete am 5. Mai 1957 und endete am 4. August 1957.
Meister wurde Titelverteidiger KÍ Klaksvík, die den Titel somit zum siebten Mal erringen konnten.
Im Vergleich zur Vorsaison verschlechterte sich die Torquote auf 3,75 pro Spiel, was den niedrigsten Schnitt seit 1954 bedeutete. Den höchsten Sieg erzielte KÍ Klaksvík mit einem 6:0 im Heimspiel gegen B36 Tórshavn. Das torreichste Spiel absolvierten HB Tórshavn und VB Vágur mit einem 6:2.

## Modus
In der Meistaradeildin spielte jede Mannschaft an acht Spieltagen jeweils zwei Mal gegen jede andere. Die punktbeste Mannschaft zu Saisonende stand als Meister dieser Liga fest, eine Abstiegsregelung gab es nicht.

## Saisonverlauf
KÍ Klaksvík holte sich souverän den Titel. Die einzige Niederlage wurde am sechsten Spieltag beim 1:6 im Auswärtsspiel gegen TB Tvøroyri kassiert. Im vorletzten Spiel reichte ein 1:1-Unentschieden bei VB Vágur zum Gewinn der Meisterschaft.

## Abschlusstabelle
| Pl. | Verein          | Sp. | S | U | N | Tore    | Quote | Punkte |
| --- | --------------- | --- | - | - | - | ------- | ----- | ------ |
| 1.  | KÍ Klaksvík (M) | 8   | 6 | 1 | 1 | 020:100 | 2,00  | 13:30  |
| 2.  | VB Vágur        | 8   | 3 | 2 | 3 | 014:190 | 0,74  | 08:80  |
| 3.  | TB Tvøroyri (P) | 8   | 3 | 1 | 4 | 015:100 | 1,50  | 07:90  |
| 4.  | B36 Tórshavn    | 8   | 2 | 3 | 3 | 012:180 | 0,67  | 07:90  |
| 5.  | HB Tórshavn     | 8   | 2 | 1 | 5 | 014:180 | 0,78  | 05:11  |

| (M) | Meister 1956     |
| (P) | Pokalsieger 1956 |

## Spiele und Ergebnisse
|              | B36 | HB  | KÍ  | TB  | VB  |
| ------------ | --- | --- | --- | --- | --- |
| B36 Tórshavn |     | 3:3 | 1:3 | 1:1 | 2:3 |
| HB Tórshavn  | 1:2 |     | 0:1 | 2:1 | 6:2 |
| KÍ Klaksvík  | 6:0 | 2:0 |     | 1:0 | 5:2 |
| TB Tvøroyri  | 0:2 | 4:1 | 6:1 |     | 3:0 |
| VB Vágur     | 1:1 | 3:1 | 1:1 | 2:0 |     |

## Spielstätten
| Mannschaft   | Stadion        | Spielort |
| ------------ | -------------- | -------- |
| B36 Tórshavn | Gundadalur     | Tórshavn |
| HB Tórshavn  | Gundadalur     | Tórshavn |
| KÍ Klaksvík  | Við Djúpumýrar | Klaksvík |
| TB Tvøroyri  | Sevmýri        | Tvøroyri |
| VB Vágur     | Á Eiðinum      | Vágur    |

## Nationaler Pokal
Im Landespokal gewann HB Tórshavn mit 1:0 gegen Meister KÍ Klaksvík.